# Miami Open 2018
Miami Open 2018, oficiálně se jménem sponzora Miami Open presented by Itaú 2018, byl společný tenisový turnaj mužského okruhu ATP World Tour a ženského okruhu WTA Tour, naposledy hraný v areálu Tennis Center at Crandon Park na otevřených dvorcích s tvrdým povrchem Laykold. Konal se mezi 19. březnem až 1. dubnem 2018 ve floridském Key Biscayne jako třicátý čtvrtý ročník turnaje.
Mužská polovina se řadila po grandslamu do třetí nejvyšší kategorie okruhu ATP World Tour Masters 1000 a její dotace činila 8 909 960 amerických dolarů. Ženská část s rozpočtem 8 648 608 dolarů patřila  také do třetí nejvyšší úrovně okruhu WTA Premier Mandatory. Miamská událost tradičně navázala na kalifornský Indian Wells Masters. Počtvrté se generálním sponzorem stal bankovní dům Itaú.
Nejvýše nasazenými hráči v singlových soutěžích se stali světové jedničky Roger Federer ze Švýcarska, jenž ztratil pozici prvního hráče klasifikace a Simona Halepová z Rumunska. Jako poslední přímí účastníci do dvouher nastoupili slovenský 96. hráč pořadí Lukáš Lacko a 87. žena klasifikace Jennifer Bradyová ze Spojených států.
Poprvé od roku 2004 zvítězili na Miami Masters v obou singlových soutěžích zástupci amerického tenisu. Premiérový singlový titul v sérii Masters vybojoval 32letý John Isner, jenž se stal vůbec nejstarším vítězem debutového mastersu z dvouhry. Premiérově od Paris Masters 2004 nevyhrál žádný člen Velké čtyřky – Federer, Nadal, Djoković a Murray, ani jeden zápas na mastersu, Turnaji mistrů či Grand Slamu. I šesté kariérní finále ženské dvouhry ovládla 25letá Sloane Stephensová, čímž si zajistila debutový posun do elitní světové desítky, když jí po turnaji patřila 9. příčka žebříčku WTA.
Rekordní pátou deblovou trofej z Miami Masters si odvezl pár 39letých amerických bratrů Boba a Mika Bryanových, kteří vybojovali sto patnáctou společnou trofej při sto sedmdesáti dvou účastech ve finále.  Na svém druhém společně odehraném turnaji získaly deblový titul Australanka Ashleigh Bartyová s Američankou Coco Vandewegheovou.

## Rozdělení bodů a finančních odměn

### Rozdělení bodů
| Soutěž       | vítězové | finalisté | semifinalisté | čtvrtfinalisté | 16 v kole | 32 v kole | 64 v kole | 96 v kole | Q  | Q2 | Q1 |
| ------------ | -------- | --------- | ------------- | -------------- | --------- | --------- | --------- | --------- | -- | -- | -- |
| dvouhra mužů | 1000     | 600       | 360           | 180            | 90        | 45        | 25        | 10        | 16 | 8  | 0  |
| čtyřhra mužů | 1000     | 600       | 360           | 180            | 90        | 0         | —         | —         | —  | —  | —  |
| dvouhra žen  | 1000     | 650       | 390           | 215            | 120       | 65        | 35        | 10        | 30 | 20 | 2  |
| čtyřhra žen  | 1000     | 650       | 390           | 215            | 120       | 10        | —         | —         | —  | —  | —  |

### Finanční odměny
| Soutěž                                | vítězové   | finalisté | semifinalisté | čtvrtfinalisté | 16 v kole | 32 v kole | 64 v kole | 96 v kole | Q2     | Q1     |
| ------------------------------------- | ---------- | --------- | ------------- | -------------- | --------- | --------- | --------- | --------- | ------ | ------ |
| dvouhra mužů                          | $1 340 860 | $654 380  | $327 965      | $167 195       | $88 135   | $47 170   | $25 465   | $15 610   | $4 650 | $2 380 |
| dvouhra žen                           | $1 340 860 | $654 380  | $327 965      | $167 195       | $88 135   | $47 170   | $25 465   | $15 610   | $4 650 | $2 380 |
| čtyřhra mužů                          | $439 350   | $214 410  | $107 470      | $54 760        | $28 880   | $15 460   | —         | —         | —      | —      |
| čtyřhra žen                           | $439 350   | $214 410  | $107 470      | $54 760        | $28 880   | $15 460   | —         | —         | —      | —      |
| částky ve čtyřhře jsou uvedeny na pár |            |           |               |                |           |           |           |           |        |        |

## Dvouhra mužů

### Nasazení
| Stát                           | Hráč                  | ATP | Nasazení |
| ------------------------------ | --------------------- | --- | -------- |
| Švýcarsko                      | Roger Federer         | 1.  | 1.       |
| Chorvatsko                     | Marin Čilić           | 3.  | 2.       |
| Spojené království             | Grigor Dimitrov       | 4.  | 3.       |
| Německo                        | Alexander Zverev      | 5.  | 4.       |
| Argentina                      | Juan Martín del Potro | 6.  | 5.       |
| Jižní Afrika                   | Kevin Anderson        | 8.  | 6.       |
| Belgie                         | David Goffin          | 9.  | 7.       |
| USA                            | Jack Sock             | 11. | 8.       |
| Srbsko                         | Novak Djoković        | 12. | 9.       |
| Česko                          | Tomáš Berdych         | 13. | 10.      |
| USA                            | Sam Querrey           | 14. | 11.      |
| Španělsko                      | Roberto Bautista Agut | 15. | 12.      |
| Argentina                      | Diego Schwartzman     | 16. | 13.      |
| USA                            | John Isner            | 17. | 14.      |
| Itálie                         | Fabio Fognini         | 18. | 15.      |
| Španělsko                      | Pablo Carreño Busta   | 19  | 16       |
| Austrálie                      | Nick Kyrgios          | 20. | 17.      |
| Francie                        | Adrian Mannarino      | 22. | 18.      |
| Jižní Korea                    | Čong Hjon             | 23. | 19.      |
| Kanada                         | Milos Raonic          | 25. | 20.      |
| Spojené království             | Kyle Edmund           | 26. | 21.      |
| Srbsko                         | Filip Krajinović      | 27. | 22.      |
| Lucembursko                    | Gilles Müller         | 28. | 23.      |
| Bosna a Hercegovina            | Damir Džumhur         | 30. | 24.      |
| Španělsko                      | Feliciano López       | 32. | 25.      |
| Japonsko                       | Kei Nišikori          | 33. | 26.      |
| Rusko                          | Andrej Rubljov        | 34. | 27.      |
| Španělsko                      | David Ferrer          | 35. | 28.      |
| Chorvatsko                     | Borna Ćorić           | 36. | 29.      |
| Francie                        | Richard Gasquet       | 37. | 30.      |
| Španělsko                      | Fernando Verdasco     | 39. | 31.      |
| Rusko                          | Karen Chačanov        | 41. | 32.      |
| Žebříček ATP k 19. březnu 2018 |                       |     |          |

### Jiné formy účasti
Následující hráčí obdrželi divokou kartu do hlavní soutěže:
- Marcos Baghdatis
- Christopher Eubanks
- Miomir Kecmanović
- Nicola Kuhn
- Mikael Ymer

Následující hráč nastoupil do hlavní soutěže pod žebříčkovou ochranou:
- Jošihito Nišioka

Následující hráči postoupili z kvalifikace:
- Ričardas Berankis
- Juki Bhambri
- Liam Broady
- Alex de Minaur
- Rogério Dutra da Silva
- Bjorn Fratangelo
- Calvin Hemery
- Darian King
- Thanasi Kokkinakis
- John Millman
- Michael Mmoh
- Cameron Norrie

Následující hráč postoupil z kvalifikace jako tzv. šťastný poražený:
- Mirza Bašić

#### Odhlášení
před zahájením turnaje
- Julien Benneteau → nahradil jej  Ivo Karlović
- Pablo Cuevas → nahradil jej  Frances Tiafoe
- Federico Delbonis → nahradil jej  Mirza Bašić
- Alexandr Dolgopolov → nahradil jej  Radu Albot
- Philipp Kohlschreiber → nahradil jej  Lukáš Lacko
- Paolo Lorenzi → nahradil jej  Jérémy Chardy
- Florian Mayer → nahradil jej  Vasek Pospisil
- Gaël Monfils → nahradil jej  Nicolás Jarry
- Andy Murray (poranění kyčle) → nahradil jej  Thomas Fabbiano
- Rafael Nadal (poranění kyčle) → nahradil jej  Maximilian Marterer
- Lucas Pouille → nahradil jej  Víctor Estrella Burgos
- Albert Ramos-Viñolas → nahradil jej  Michail Južnyj
- Andreas Seppi → nahradil jej  Nicolás Kicker
- Dominic Thiem (poranění hlezna) → nahradil jej  Marius Copil
- Jo-Wilfried Tsonga → nahradil jej  Dušan Lajović
- Stan Wawrinka → nahradil jej  Taylor Fritz

## Mužská čtyřhra

### Nasazení
| Stát                                                                                    | Hráč                 | Stát       | Hráč         | ATP | Nasazení |
| --------------------------------------------------------------------------------------- | -------------------- | ---------- | ------------ | --- | -------- |
| Polsko                                                                                  | Łukasz Kubot         | Brazílie   | Marcelo Melo | 2.  | 1.       |
| Finsko                                                                                  | Henri Kontinen       | Austrálie  | John Peers   | 7.  | 2.       |
| Rakousko                                                                                | Oliver Marach        | Chorvatsko | Mate Pavić   | 11. | 3.       |
| USA                                                                                     | Bob Bryan            | USA        | Mike Bryan   | 18. | 4.       |
| Nizozemsko                                                                              | Jean-Julien Rojer    | Rumunsko   | Horia Tecău  | 23. | 5.       |
| Spojené království                                                                      | Jamie Murray         | Brazílie   | Bruno Soares | 29. | 6.       |
| Chorvatsko                                                                              | Ivan Dodig           | USA        | Rajeev Ram   | 35. | 7.       |
| Kolumbie                                                                                | Juan Sebastián Cabal | Kolumbie   | Robert Farah | 40. | 8.       |
| Žebříček ATP k 19. březnu 2018; číslo je součtem žebříčkového postavení obou členů páru |                      |            |              |     |          |

### Jiné formy účasti
Následující páry obdržely divokou kartu do hlavní soutěže:
- Marcelo Demoliner /  Daniel Nestor
- Nick Kyrgios /  Matt Reid

## Ženská dvouhra

### Nasazení
| Stát                           | Hráčka                     | WTA | Nasazení |
| ------------------------------ | -------------------------- | --- | -------- |
| Rumunsko                       | Simona Halepová            | 1.  | 1.       |
| Dánsko                         | Caroline Wozniacká         | 2.  | 2.       |
| Španělsko                      | Garbiñe Muguruzaová        | 3.  | 3.       |
| Ukrajina                       | Elina Svitolinová          | 4.  | 4.       |
| Česko                          | Karolína Plíšková          | 6.  | 5.       |
| Lotyšsko                       | Jeļena Ostapenková         | 5.  | 6.       |
| Francie                        | Caroline Garciaová         | 7.  | 7.       |
| USA                            | Venus Williamsová          | 8.  | 8.       |
| Česko                          | Petra Kvitová              | 9.  | 9.       |
| Německo                        | Angelique Kerberová        | 10. | 10.      |
| Spojené království             | Johanna Kontaová           | 14. | 11.      |
| Německo                        | Julia Görgesová            | 13. | 12.      |
| USA                            | Sloane Stephensová         | 12. | 13.      |
| USA                            | Madison Keysová            | 15. | 14.      |
| Francie                        | Kristina Mladenovicová     | 19. | 15.      |
| USA                            | Coco Vandewegheová         | 16. | 16.      |
| Slovensko                      | Magdaléna Rybáriková       | 18. | 17.      |
| Rusko                          | Světlana Kuzněcovová       | 27. | 18.      |
| Rusko                          | Darja Kasatkinová          | 11. | 19.      |
| Lotyšsko                       | Anastasija Sevastovová     | 17. | 20.      |
| Austrálie                      | Ashleigh Bartyová          | 20. | 21.      |
| Belgie                         | Elise Mertensová           | 21. | 22.      |
| Rusko                          | Anastasija Pavljučenkovová | 25. | 23.      |
| Rusko                          | Jelena Vesninová           | 43. | 24.      |
| Česko                          | Barbora Strýcová           | 24. | 25.      |
| Austrálie                      | Darja Gavrilovová          | 26. | 26.      |
| Španělsko                      | Carla Suárezová Navarrová  | 23. | 27.      |
| Estonsko                       | Anett Kontaveitová         | 28. | 28.      |
| Nizozemsko                     | Kiki Bertensová            | 29. | 29.      |
| Polsko                         | Agnieszka Radwańská        | 32. | 30.      |
| Čína                           | Čang Šuaj                  | 30. | 31.      |
| Rumunsko                       | Sorana Cîrsteaová          | 33. | 32.      |
| Žebříček WTA k 19. březnu 2018 |                            |     |          |

### Jiné formy účasti
Následující hráčky obdržely divokou kartu do hlavní soutěže:
- Amanda Anisimovová
- Viktoria Azarenková
- Claire Liuová
- Bethanie Matteková-Sandsová
- Whitney Osuigweová
- Bernarda Peraová
- Ajla Tomljanovićová
- Serena Williamsová

Následující hráčky postoupily z kvalifikace:
- Katie Boulterová
- Danielle Collinsová
- Viktorija Golubicová
- Polona Hercogová
- Sofia Keninová
- Monica Niculescuová
- Rebecca Petersonová
- Andrea Petkovicová
- Alison Riskeová
- Natalja Vichljancevová
- Stefanie Vögeleová
- Wang Ja-fan

Následující hráčka postoupila z kvalifikace jako tzv. šťastná poražená:
- Océane Dodinová

#### Odhlášení
před zahájením turnaje
- Belinda Bencicová → nahradila ji  Océane Dodinová
- Dominika Cibulková → nahradila ji  Lara Arruabarrenová
- Margarita Gasparjanová → nahradila ji  Madison Brengleová
- Kateryna Kozlovová → nahradila ji  Verónica Cepedeová Roygová
- Ana Konjuhová → nahradila ji  Kateryna Bondarenková
- Mirjana Lučićová Baroniová → nahradila ji  Julia Putincevová
- Pcheng Šuaj → nahradila ji  Alison Van Uytvancková
- Lucie Šafářová → nahradila ji  Johanna Larssonová
- Maria Šarapovová → nahradila ji  Jennifer Bradyová
- Laura Siegemundová → nahradila ji  Kristýna Plíšková

v průběhu turnaje
- Amanda Anisimovová

### Skrečování
- Zarina Dijasová
- Kaia Kanepiová
- Madison Keysová
- Monica Niculescuová

## Ženská čtyřhra

### Nasazení
| Stát                                                                                    | Hráčka                    | Stát             | Hráčka                            | WTA | Nasazení |
| --------------------------------------------------------------------------------------- | ------------------------- | ---------------- | --------------------------------- | --- | -------- |
| Rusko                                                                                   | Jekatěrina Makarovová     | Rusko            | Jelena Vesninová                  | 6.  | 1.       |
| Čínská Tchaj-pej                                                                        | Čan Chao-čching           | Čínská Tchaj-pej | Latisha Chan                      | 16. | 2.       |
| Kanada                                                                                  | Gabriela Dabrowská        | Čína             | Sü I-fan                          | 19. | 3.       |
| Maďarsko                                                                                | Tímea Babosová            | Francie          | Kristina Mladenovicová            | 23. | 4.       |
| Česko                                                                                   | Andrea Sestini Hlaváčková | Česko            | Barbora Strýcová                  | 26. | 5.       |
| Česko                                                                                   | Barbora Krejčíková        | Česko            | Kateřina Siniaková                | 42. | 6.       |
| Nizozemsko                                                                              | Kiki Bertensová           | Švédsko          | Johanna Larssonová                | 44. | 7.       |
| Slovinsko                                                                               | Andreja Klepačová         | Španělsko        | María José Martínezová Sánchezová | 44. | 8.       |
| Žebříček WTA k 5. březnu 2018; číslo je součtem žebříčkového postavení obou členek páru |                           |                  |                                   |     |          |

### Jiné formy účasti
Následující páry obdržely divokou kartu do hlavní soutěže:
- Viktoria Azarenková /  Aryna Sabalenková
- Eugenie Bouchardová /  Sloane Stephensová
- Johanna Kontaová /  Heather Watsonová

## Přehled finále

### Mužská dvouhra
- John Isner vs.  Alexander Zverev,  6–7(4–7), 6–4, 6–4

### Ženská dvouhra
- Sloane Stephensová vs.  Jeļena Ostapenková, 7–6(7–5), 6–1

### Mužská čtyřhra
- Bob Bryan /  Mike Bryan vs.  Karen Chačanov /  Andrej Rubljov, 4–6, 7–6(7–5), [10–4]

### Ženská čtyřhra
- Ashleigh Bartyová /  Coco Vandewegheová vs.  Barbora Krejčíková /  Kateřina Siniaková, 6–2, 6–1